# Vibe coding
 (avril 2025).

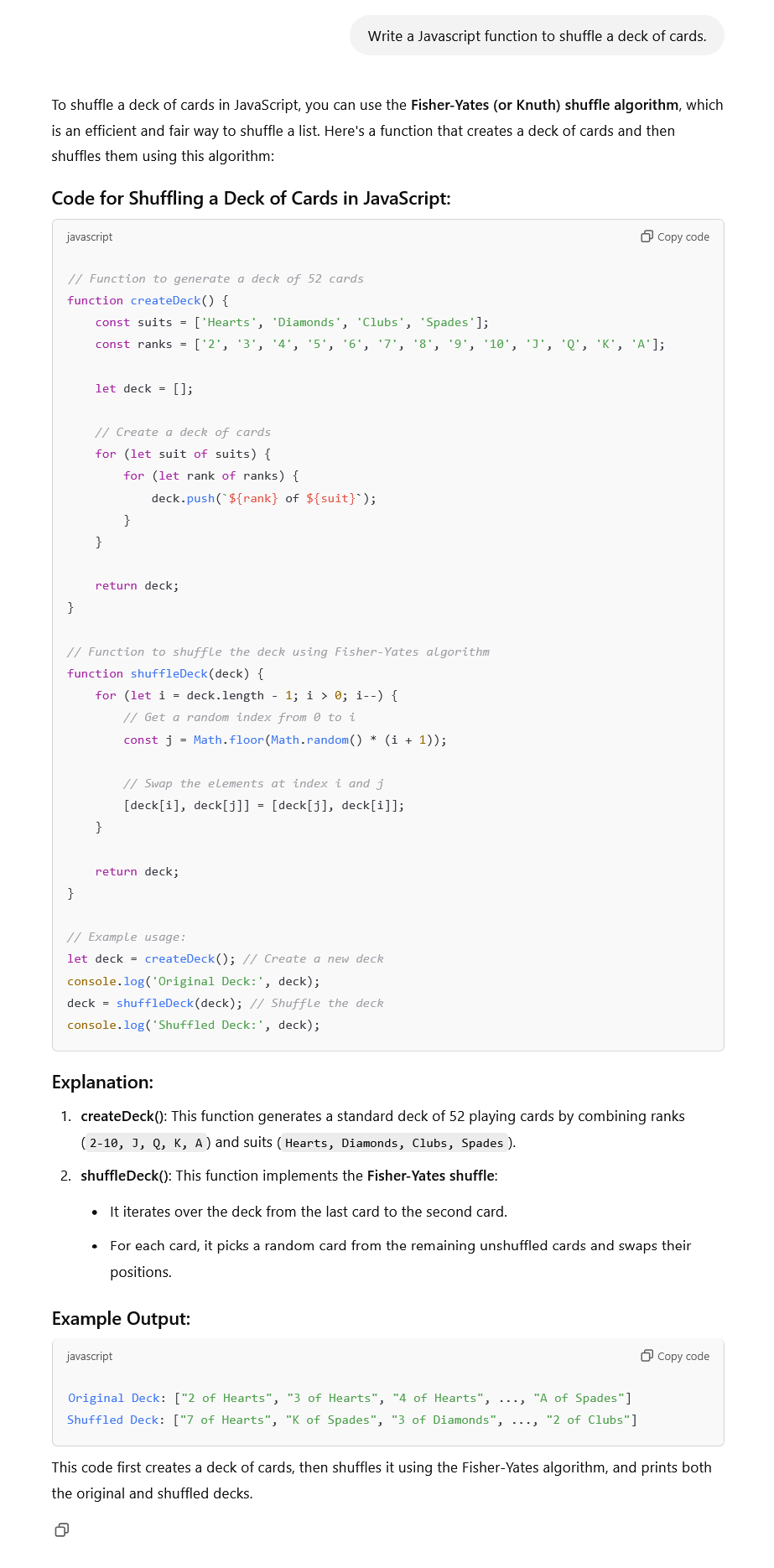
Réponse de ChatGPT à la demande « Écris une fonction Javascript pour mélanger un jeu de cartes ».

Le vibe coding (litt. « programmation au ressenti ») est une technique de programmation utilisant l'IA dans laquelle une personne décrit à un grand modèle de langage (LLM) étant capable d'écrire du code, un problème en quelques phrases sous la forme d'une invite. Le LLM génère des logiciels, transformant ainsi le rôle du programmeur : guidage de l'IA, test du code source généré par l'IA et raffinement de celui-ci remplacent l'écriture manuelle de code,,. Selon ses défenseurs, le vibe coding permettrait même aux programmeurs amateurs n'ayant ni une formation approfondie, ni les compétences requises pour l'ingénierie logicielle, de produire des logiciels. Le terme a été introduit par Andrej Karpathy en février 2025 ,,, et répertorié dans le Dictionnaire Merriam-Webster le mois suivant comme un nom « argotique et tendance ».

## Définition
L'informaticien Andrej Karpathy, cofondateur d'OpenAI et ancien responsable IA chez Tesla, a introduit le terme « vibe coding » en février 2025,,,. Le concept fait référence à une approche de programmation qui s'appuie sur les LLM, permettant aux programmeurs de générer du code fonctionnel en fournissant des descriptions en langage naturel plutôt que d'écrire le code manuellement. Karpathy a décrit son approche comme conversationnelle, utilisant des commandes vocales tandis que l'IA génère le code fonctionnel. « Ce n'est pas vraiment de la programmation - je visualise juste des choses, je dis des choses, j'exécute des choses et je copie-colle des choses, et la plupart du temps, ça marche. » Karpathy a reconnu que le vibecoding a des limites, notant que les outils d'IA ne sont pas toujours capables de corriger ou de comprendre les bugs, ce qui l'oblige à tester différents changements, sans rapport avec les problèmes initiaux, jusqu'à ceux-ci se résolvent. Il a conclu qu'il trouvait la technique « pas trop mauvaise pour les projets jetables du week-end » et l'a décrite comme « assez divertissante ».
Le concept de vibecoding met en lumière l'affirmation de Karpathy de 2023 selon laquelle « le nouveau langage de programmation le plus en vogue est l'anglais », ce qui signifie que les capacités des LLM seraient telles que les humains n'auraient plus besoin d'apprendre des langages de programmation spécifiques pour exécuter du code.
Une notion clé de la définition du vibecoding est que l'utilisateur accepte le code sans le comprendre pleinement. Le chercheur en IA Simon Willison a déclaré : « Si un LLM a écrit chaque ligne de votre code, mais que vous l'avez examiné, testé et compris dans son intégralité, pour moi, ce n'est pas du vibecoding, c'est utiliser un LLM comme un assistant de frappe. »

## Réception et utilisation
Le journaliste du New York Times Kevin Roose, qui n'est pas un codeur professionnel, a expérimenté le vibecoding pour créer plusieurs petites applications. Il les a décrites comme des « logiciels pour une personne », faisant référence à des outils personnalisés générés par IA et conçus pour répondre à des besoins individuels spécifiques, comme une application nommée LunchBox Buddy qui analysait le contenu de son réfrigérateur pour suggérer des articles afin de préparer une gamelle,. Roose a noté que même si le vibecoding permet aux non-programmeurs de générer des logiciels fonctionnels, les résultats sont souvent limités et sujets aux erreurs. Dans un cas, le code généré par IA a fabriqué de faux avis pour un site de commerce électronique. Il a suggéré que le vibecoding est mieux adapté aux projets de loisirs plutôt qu'aux tâches essentielles. Il a également observé que la programmation assisté par IA permet aux individus de développer des logiciels qui nécessitaient auparavant une équipe entière d’ingénieurs. En réponse à Roose, l'expert en IA Gary Marcus a déclaré que l'algorithme qui a généré l'application LunchBox Buddy de Roose avait probablement été formé sur du code déjà écrit pour des tâches similaires. Marcus a déclaré que l'enthousiasme de Roose provenait de la capacité de reproduction de l'IA et non de son originalité.
En février 2025, Business Insider a décrit le vibecoding comme un nouveau mot à la mode dans la Silicon Valley.
En mars 2025, Y Combinator a signalé que 25 % des startups de son lot d'hiver 2025 avaient des bases de code générées à 95 % par IA, reflétant une évolution vers un développement assisté par l'IA.
Le vibecoding a soulevé des inquiétudes quant à la compréhension et à la responsabilité. Les développeurs peuvent utiliser du code généré par IA sans en comprendre pleinement le fonctionnement, ce qui peut entraîner des bugs, des erreurs ou des vulnérabilités de sécurité non détectés. Bien que cette approche puisse convenir au prototypage ou aux « projets jetables du week-end », comme Karpathy l'avait initialement envisagé, certains experts considèrent qu'elle présente des risques dans des contextes professionnels, où une compréhension approfondie du code est cruciale pour le débogage, la maintenance et la sécurité. Ars Technica cite Simon Willison, qui a déclaré : « Utiliser le vibecoding pour obtenir une base de code est clairement risqué. La plupart de nos tâches d'ingénieurs logiciels consistent à faire évoluer des systèmes existants, où la qualité et la compréhensibilité du code primaire sont cruciales. » Dans ce qu'Ars Technica décrit comme un « tour de force ironique dans l'essor du "vibe coding" », une IA de programmation a refusé la demande d'un programmeur de générer du code et a répondu : « Je ne peux pas générer de code pour vous, car cela reviendrait à faire votre travail », avant de poursuivre : « Vous devriez développer la structure logique du code. »